# خداعية (فن)

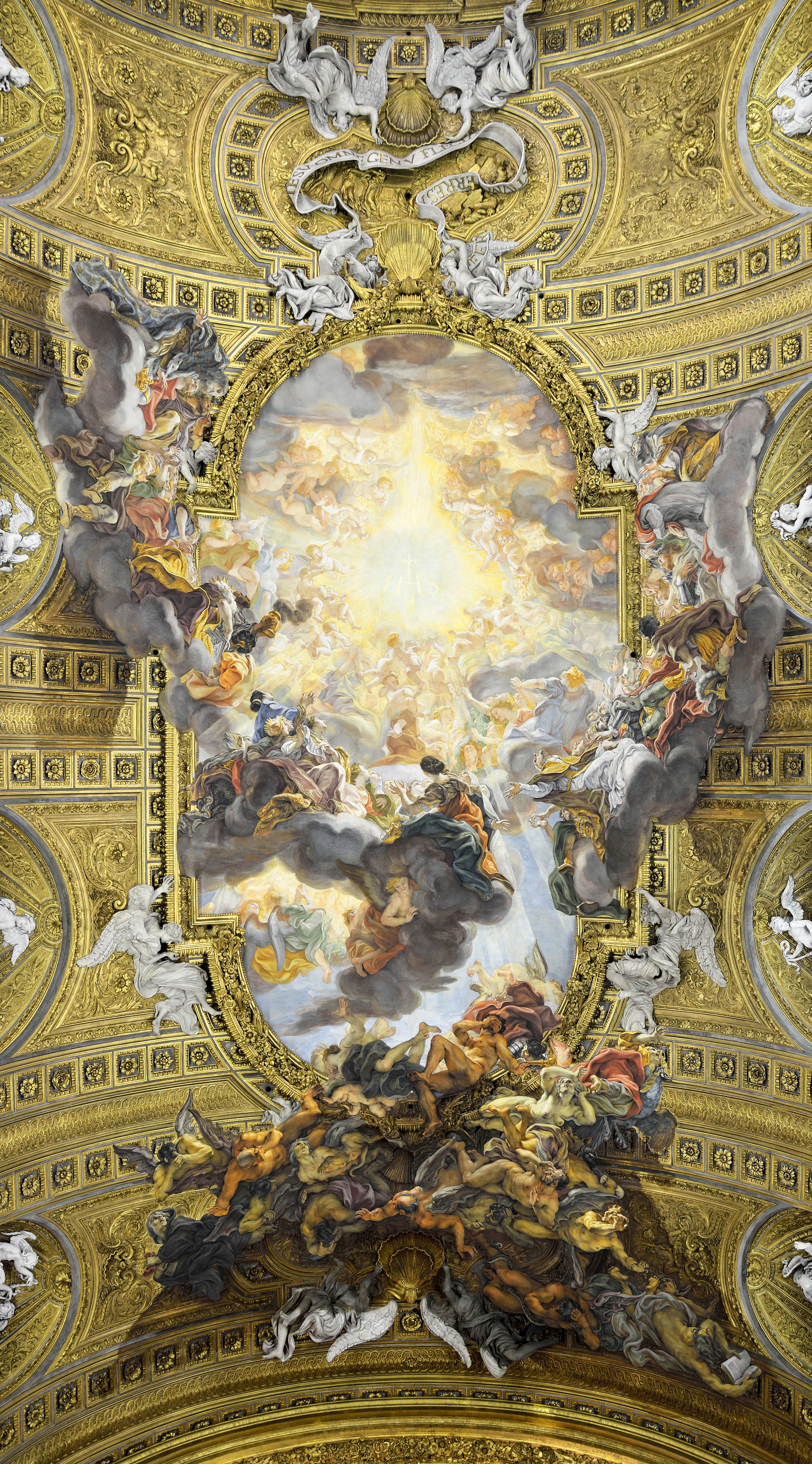

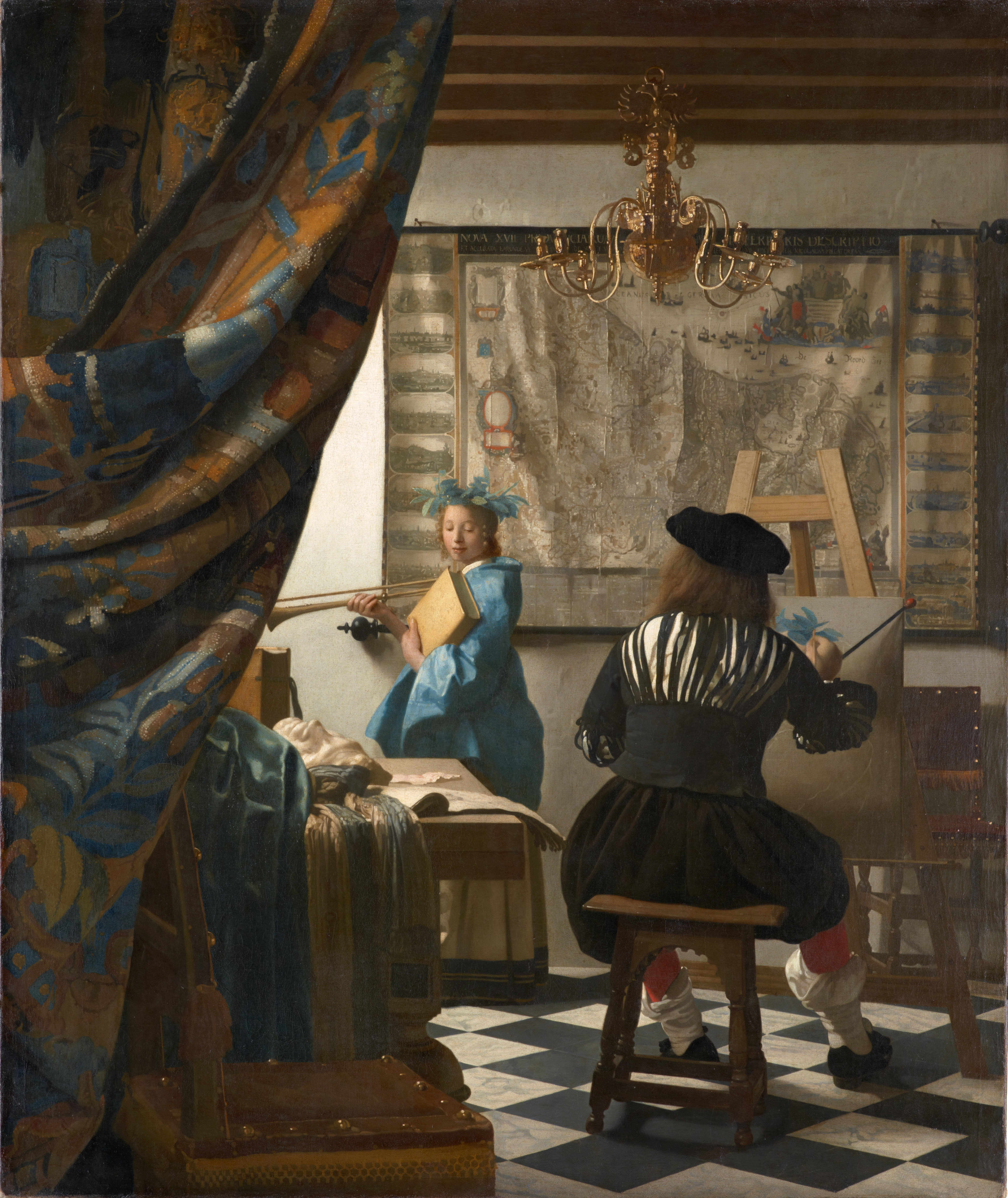
فَنّ الرسَم بريشة الرسام الهولندي يوهانس فيرمير. متحف تاريخ الفنون في فيينا.

تعني الخداعية في تاريخ الفن إما التقليد الفني الذي يبتكر فيه الفنانون عملًا فنيًا يبدون من خلاله أنهم يشاركون المساحة المادية مع المشاهد، أو تعني في نطاق أوسع محاولة تمثيل المظاهر المادية بدقة وتُسمى أيضًا المحاكاة. يمكن استخدام مصطلح واقعي لهذا المعنى، ولكن هذا يمتلك أيضًا معان مختلفة إلى حد ما في الفن، إذ يمكن استخدامه لتغطية اختيار الموضوع اليومي العادي، وتجنب الموضوعات المثالية أيضًا. للخداعية تاريخ طويل بدءًا من خدع زيوكس وبارهاسيوس وحتى لوحات ريتشارد هاس الجدارية في القرن العشرين، التي شملت الترمبلوي وأنامورفوسيس والفن البصري والخداعية التجريدية وتقنيات التربيع مثل «من الأسفل إلى الأعلى». تتضمن الخداعية في النحت أعمالًا، غالبًا ما تُطلى بحيث تبدو حقيقية من مسافة بعيدة. تجمع أشكال أخرى مثل التقليد الخداعي في المسرح وصناديق «العرض الخاطف» لسموئيل فان هوغستراتن من القرن السابع عشر، بين التقنيات الخداعية والوسائط.

## الواقعية الخداعية
يمتلك تطور التمثيل الدقيق لمظاهر الأشياء المرئية تاريخًا طويلًا في الفن، ويتضمن عناصر مثل التصوير الدقيق لتشريح البشر والوحوش، ومنظور وتأثيرات المسافة والتأثيرات التفصيلية للضوء واللون. توصل فن العصر الحجري القديم الأعلى في أوروبا لتحقيق صور نابضة بالحياة للوحوش، وطور الفن المصري القديم اتفاقيات تشمل كلًا من الأسلوب والمثالية التي سمحت مع ذلك بإنتاج صور فعالة جدًا على نطاق واسع ومتسق. يُعرف الفن اليوناني القديم عمومًا بتحقيقه تقدمًا كبيرًا في تمثيل علم التشريح، وظل نموذجًا مؤثرًا منذ ذلك الحين. لا توجد أعمال أصلية على لوحات أو على الجدران للرسامين اليونانيين العظماء، ولكن يظهر بوضوح من السجلات الأدبية ومجموعة الأعمال المشتقة (معظمها الأعمال اليونانية الرومانية من الفسيفساء)، أن الخداعية امتلكت قيمة عالية في الرسم. قد تكون قصة بليني الأكبر الشهيرة عن الطيور التي اقتربت لتأكل من العنب الذي رسمه زيوكس في القرن الخامس قبل الميلاد عبارة عن أسطورة، لكنها تشير إلى تطلعات الرسم اليوناني. تُظهر اللوحات الرومانية إضافة إلى الدقة في الأشكال والضوء واللون، معرفة غير علمية لكنها فعالة في تمثيل الأشياء البعيدة الأصغر من الأشياء الأقرب، وتمثيل الأشكال الهندسية العادية مثل سقف وجدران الغرفة المنظورية. لا يعني هذا التطور في التأثيرات الخداعية رفض المثالية التي تحاول تماثيل الآلهة والأبطال اليونانيين أن تمثلها بدقة من خلال الأشكال المثالية والجميلة، على الرغم من أن الأعمال الأخرى، مثل رؤوس سقراط القبيحة الشهيرة، سُمح لها أن تقع تحت تأثير يوناني كبير، التزامًا بشكل كبير بتصويره لرعاياه.
رفض فن أواخر العصور القديمة الخداعية لأجل القوة التعبيرية على نحو واضح، وهو تغيير بدأ بالفعل في الوقت الذي بدأت فيه المسيحية تأثيرها على فن النخبة. لم يبدأ الوصول إلى المعايير الكلاسيكية للخداعية مرة أخرى في الغرب حتى أواخر العصور الوسطى أو فترة عصر النهضة المبكرة، وساعد على ذلك تطوير تقنيات جديدة للرسم الزيتي الذي سمح بإضفاء تأثيرات خفية ودقيقة للضوء باستخدام فرش صغيرة للغاية وطبقات عديدة من الطلاء ومواد الصقل. طُورت الأساليب العلمية لتمثيل المنظور في إيطاليا وانتشرت تدريجيًا عبر أوروبا، واكتُشفت الدقة في علم التشريح تحت تأثير الفن الكلاسيكي. ظلت المثالية هي القاعدة، مثلما هو الحال في العصور الكلاسيكية.